# João Palhinha
João Maria Lobo Alves Palhinha Gonçalves (ur. 9 lipca 1995 w Lizbonie) – portugalski piłkarz, występujący na pozycji pomocnika w niemieckim klubie Bayern Monachium oraz w reprezentacji Portugalii. Uczestnik Mistrzostw Świata 2022 i Mistrzostw Europy 2020.
W trakcie swojej kariery grał także w takich zespołach jak Moreirense, Belenenses oraz Braga.